# Annette Meincke-Nagy
Annette Meincke-Nagy (* 1965 in Bonn) ist eine deutsche Bildhauerin.

## Leben
Von 1984 bis 1985 studierte Meincke-Nagy an der Universität Lausanne, Schweiz, und von 1985 bis 1986 an der Hochschule für bildende Künste in  Budapest. Ab 1987 erfuhr sie eine zeitbeschränkte Ausbildung an der Internationalen Sommerakademie für Bildende Kunst Salzburg, während sie von 1986 bis 1991 an der Hochschule für Angewandte Wissenschaften Hamburg im  Fachbereich Gestaltung bei Almut Heise und Friedrich Einhoff studierte. Sie machte 1993 dort ihren akademischen Diplom-Abschluss. Seither arbeitet sie als freischaffende Künstlerin. Von 1999 bis 2001 nahm sie das Stipendium „Die Zwölf“ in  Hamburg wahr. Von 1999 bis 2008 hatte sie einen Lehrauftrag an der Hochschule für angewandte Wissenschaften in Hamburg.

## Werk
Annette Meincke-Nagys Porträtbüsten lehnen sich an Beispiele der  italienische Porträtskulptur der Frührenaissance an. Als Materials für ihre Plastiken verwendet sie eine Ligninmasse, Papier, Quarzgranulat und Leim.
Marko Schacher schreibt anlässlich der Ernennung von Annette Meincke-Nagy zur Dozentin der Lichtwark-Gesellschaft vom „Noli me tangere“ der Büsten, von einer „geheimnisvolle Aura“, einem „fast religiösen Bannkreis“, der mittels eines durch den Betrachter hindurch sehenden Blick entstehe. Dieser Bannkreis erweiset sich als ein Kontinuum der Arbeiten von Annette Meincke-Nagy. Denn obwohl sich ihre Kunst ständig verändert (die großen Köpfe treten in den Hintergrund, Büsten und Ganzfiguren werden zahlreicher), entstehen ab 2007 ähnlich hintersinnig-poetische Skulpturen. Der Prozess der Be-Sonderung (im Sinne von Absonderung) ist bei den heutigen Figuren von Annette Meincke-Nagy abgeschlossen: Sie sind allein, sie gehören zu niemanden. Dieses Innerste ist der „Noli me tangere“-Bannkreis.

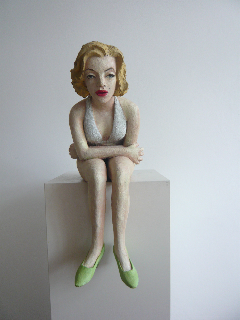
Marilyn Monroe (2009)

Unter ihren Arbeiten findet sich  ein „Portrait“ der Marilyn Monroe (2009). Meincke-Nagys „Marilyn“ ist durch und durch die Antithese zu Andy Warhols Interpretation desselben Mythos. Es ist nicht das Serielle, das Technische, das die Ikone Marilyn zu bannen vermag, sondern es ist das Aufzeigen des nur scheinbar Entseelten, das Zeigen einer Leere, die keine ist, in welcher das Künstlerische und das Menschliche eins werden, und das schließlich inmitten des Bannes seine rettende Zuflucht findet. So sind die Skulpturen der Bildhauerin Annette Meincke-Nagy eine optimistische Kunst, die durch die Abwesenheit jeden Lächelns daran erinnert, dass Kunst zur Versöhnung mahnt.

## Ausstellungen
Neben Gruppenausstellungen innerhalb der Sammlung Schwarzkopf im Museum für Kunst und Gewerbe 1990 in Hamburg und 2002 unter dem Motto „Luft, Licht, Lust“ im  Schloss Ludwigslust, einer Außenstelle des  Staatlichen Museums Schwerin, waren ihre Werke auch zu sehen:
- 1996 „Schwimmer“ Tiffany’s, London.
- 1998 „Mein imaginäres Museum“, Freie Akademie der Künste in Hamburg.
- 1999 „Mein imaginäres Museum“, Bücherstube Felix Jud, Hamburg.
- 2003 „Menschenbilder“, me, myself & eye, Hamburg.
- 2003/2004 Annette Meincke-Nagy, Galerie Christian Zwang, Hamburg.
- 2003 Annette Meincke-Nagy, Skin biology center, Hamburg.
- 2009 „Köpfe, Büsten, Figuren“, Galerie Wichtendahl, Berlin.